# Чудо (филм, 2004)
„Чудо“ (на английски: Miracle) е американски спортен филм от 2004 г. на режисьора Гавин О'Конър, по сценарий на Ерик Гугенхайм и Майк Рич, и участват Кърт Ръсел, Патриша Кларксън и Ноа Емерих. Премиерата на филма е на 20 февруари 2004 г. и печели 64.5 млн. долара при бюджет от 28 млн. долара.